# Труд (Брянская область)
Труд — посёлок в Красногорском районе Брянской области, входит в состав Колюдовского сельского поселения.

## География
Посёлок находится в западной части Брянской области, на расстоянии приблизительно 15 км (по прямой) к северо-западу от посёлка городского типа Красная Гора, административного центра района.

### Часовой пояс
Посёлок Труд, как и вся Брянская область, находится в часовой зоне МСК (московское время). Смещение применяемого времени относительно UTC составляет +3:00.

## История
Упоминается в первой половине XX века. 
На карте 1941 года отмечен как поселение с 13 дворами. 

## Население
| 2010 | 2013 |
| ---- | ---- |
| 19   | →19  |

### Национальный состав
20 человек (1926), в национальной структуре населения русские составляли 100 % из 26 человек (2002).